# Elstertrebnitz
Elstertrebnitz är en kommun och ort i Landkreis Leipzig i förbundslandet Sachsen i Tyskland. Kommunen har cirka 1 300 invånare.
Kommunen ingår i förvaltningsområdet Pegau tillsammans med staden Pegau.